# Orbea nardii
Orbea nardii är en oleanderväxtart som beskrevs av Raffaelli, Mosti och Tardelli. Orbea nardii ingår i släktet Orbea och familjen oleanderväxter. Inga underarter finns listade i Catalogue of Life.